# C'est dimanche!
C'est dimanche! è un cortometraggio del 2007 diretto da Samir Guesmi.
La pellicola, prodotta in Francia, è stata presentata al 28º Festival di cinema africano di Verona.

## Trama
Ibrahim ha un difficile rapporto con la scuola, e quando viene bocciato per la 3ª volta riceve la pagella da fare firmare al padre. Uscito da scuola incontra la sua ragazza e le dice tutto accordandosi per il loro incontro successivo.
Ibrahim, arrivato a casa, dà la lettera al padre dicendogli che sarà promosso. Il padre tutto orgoglioso lo porta a farsi bello, gli compra un abito elegante per fare un giro con lui e far sapere a tutti della promozione del figlio. Sfortunatamente Ibrahim perde sia l'incontro con la ragazza sia la fiducia del padre, allora si mette a correre verso la casa della ragazza dalla quale riesce a farsi perdonare.
La ragazza gli dice anche di tornare a casa dal padre e di chiedergli scusa. Ibrahim fa così e infine, sul letto, il padre gli consegna la pagella firmata.